# مارسیلی-اونی
مارسیلی-اونی (به فرانسوی: Marcilly-Ogny) یک کمون در فرانسه با جمعیت ۲۰۰ نفر است که در Canton of Pouilly-en-Auxois واقع شده‌است.